# Campionati del mondo di ciclismo su pista 1981
I Campionati del mondo di ciclismo su pista 1981 si svolsero a Brno, in Cecoslovacchia.

## Medagliere
| Posiz. | Nazione          | Oro | Argento | Bronzo | Totale |
| ------ | ---------------- | --- | ------- | ------ | ------ |
| 1      | Germania Est     | 4   | 1       | 1      | 6      |
| 2      | Unione Sovietica | 2   | 3       | 1      | 6      |
| 3      | Paesi Bassi      | 2   | 0       | 1      | 3      |
| 4      | Australia        | 1   | 1       | 0      | 2      |
| -      | Stati Uniti      | 1   | 1       | 0      | 2      |
| 6      | Giappone         | 1   | 0       | 2      | 3      |
| 7      | Francia          | 1   | 0       | 1      | 2      |
| -      | Svizzera         | 1   | 0       | 1      | 2      |
| -      | Cecoslovacchia   | 1   | 0       | 1      | 2      |
| 10     | Germania Ovest   | 0   | 3       | 2      | 5      |
| 11     | Italia           | 0   | 2       | 2      | 4      |
| 12     | Danimarca        | 0   | 1       | 1      | 2      |
| 13     | Belgio           | 0   | 1       | 0      | 1      |
| -      | Canada           | 0   | 1       | 0      | 1      |
| 15     | Polonia          | 0   | 0       | 1      | 1      |